# Elezioni comunali in Trentino-Alto Adige del 2005
Le elezioni comunali in Trentino-Alto Adige del 2005 si sono tenute l'8 maggio e il 6 novembre, con turni di ballottaggio il 22 maggio, per il rinnovo di 320 consigli comunali.
A Bolzano si sono tenute due volte le elezioni comunali: l'8 maggio, con ballottaggio il 22 maggio, e nuovamente il 6 novembre.

## Riepilogo sindaci eletti
Coalizione di centro-sinistra
     Liste civiche
     Südtiroler Volkspartei
     Commissario straordinario
| Provincia | Comune            | Sindaco uscente | Sindaco uscente      | Sindaco eletto | Sindaco eletto     | Primo turno | Primo turno | Secondo turno | Secondo turno | Seggi   |
| Provincia | Comune            | Sindaco uscente | Sindaco uscente      | Sindaco eletto | Sindaco eletto     | Voti        | %           | Voti          | %             | Seggi   |
| --------- | ----------------- | --------------- | -------------------- | -------------- | ------------------ | ----------- | ----------- | ------------- | ------------- | ------- |
| Trento    | Pergine Valsugana |                 | Renzo Anderle        |                | Renzo Anderle      | 7.660       | 73,20       | —             | —             | 22 / 30 |
| Trento    | Rovereto          |                 | Roberto Maffei       |                | Guglielmo Valduga  | 4.987       | 25,75       | 8.746         | 55,61         | 25 / 40 |
| Trento    | Trento            |                 | Alberto Pacher       |                | Alberto Pacher     | 38.514      | 64,33       | —             | —             | 34 / 50 |
| Bolzano   | Bolzano           |                 | Maria Serena Pompili |                | Luigi Spagnolli    | 28.992      | 50,35       | —             | —             | 27 / 50 |
| Bolzano   | Bressanone        |                 | Klaus Seebacher      |                | Albert Purgstaller | 5.278       | 46,19       | 5.821         | 58,31         | 18 / 30 |
| Bolzano   | Laives            |                 | Ruggero Galler       |                | Giovanni Polonioli | 3.930       | 43,52       | 4.499         | 74,30         | 14 / 30 |
| Bolzano   | Merano            |                 | Franz Anton Alber    |                | Gunther Januth     | 6.930       | 36,80       | 8.342         | 58,44         | 20 / 40 |